# Trần Văn Nghiêm
Trần Văn Nghiêm (1923-1985), là một tướng lĩnh, sĩ quan cấp cao trong Quân đội nhân dân Việt Nam, quân hàm Trung tướng, nguyên Cục phó Cục Tác chiến, Tham mưu phó Bộ Tư lệnh Quân Giải phóng miền Nam Việt Nam, Phó Tư lệnh Đoàn 232, Trưởng ban Tổng kết Chiến tranh Miền, Phó Tư lệnh rồi Tư lệnh Quân khu 9.

## Thân thế và sự nghiệp
Ông sinh ra trong một gia đình công chức ở Ninh Sơn, Ninh Bình, sớm tiếp thu những ảnh hưởng của phong trào Cách mạng
Tháng 5 năm 1945 khi vừa 22 tuổi, ông tham gia Đoàn Thanh niên Cứu quốc rồi giành chính quyền ở thị xã Ninh Bình.
Cuối năm 1945, ông được điều vào Quân đội, được cử đi học Trường Cán bộ Việt Nam (tiền thân của Võ bị Trần Quốc Tuấn).
Trong Kháng chiến chống Pháp, ông chiến đấu trong đội hình Trung đoàn 64 (sau trực thuộc Đại đoàn 320 Đồng Bằng) từ những ngày đầu thành lập tháng 1 năm 1946, từng là tiểu đoàn trưởng rồi trung đoàn trưởng, tại đồng bằng Bắc bộ.
Năm 1951, ông được điều về công tác tại Cục Tác chiến Bộ Tổng Tham mưu.
Năm 1963, ông là Cục phó Cục Tác chiến.
Năm 1964, ông lên đường Nam tiến vào chiến đấu tại Chiến trường Nam Bộ (B2), từng đảm nhiệm các chức vụ: Tham mưu phó Bộ Tư lệnh Quân Giải phóng miền Nam Việt Nam, Phó Tư lệnh Quân khu 9, Phó Tư lệnh Binh đoàn 232 trong Chiến dịch Hồ Chí Minh; từng tham gia chỉ huy và phụ trách công tác tác chiến nhiều chiến dịch như: Chiến dịch đập tan cuộc hành quân Juntion city, Phước Long - Bù Đốp, Đường 22, Nguyễn Huệ, rồi Chenla 1, Chen-la 2 trên Chiến trường Campuchia...
Sau khi đất nước thống nhất, ông được điều về làm Trưởng ban Tổng kết Chiến tranh Miền
Năm 1977, ông là Phó Tư lệnh Quân khu 9.
Năm 1979, ông là Tư lệnh Quân khu 9
Ngày 28 tháng 5 năm 1985 ông mất tại Hà Nội vì bệnh hiểm nghèo.
Thiếu tướng (1977), Trung tướng (1984)

## Khen thưởng
- Huân chương Độc lập hạng Nhất
- Huân chương Quân công hạng Nhất
- Huân chương Quân công giải phóng hạng Nhì
- Huân chương Chiến thắng hạng Nhất
- Huân chương Kháng chiến (chống Pháp) hạng Nhất
- Huân chương Kháng chiến chống Mỹ cứu nước hạng Nhất
- Huân chương Chiến sĩ Vẻ vang (hạng Nhất, Nhì, Ba)
- Huân chương Chiến sĩ Giải phóng (hạng Nhất, Nhì, Ba)
- Huy chương Quân kỳ quyết thắng